# 대구반야월초등학교 축구부
대구반야월초등학교 축구단(Daegu Banyawol Elementary School Football Club)은 대한민국 대구광역시에 있는 축구 선수단이다. 대구반야월초등학교가 운영하는 U-12 축구 선수단이며, 1970년에 창단되었다.  모교 반야월초등학교 시절 축구부 주장을 맡았던 여승훈 감독은 현재 20년 가까이 반야월초등학교 모교에서 스승인 시덕준 감독의 뒤를이어 엘리트축구선수들 양성을 위해 노력하고 있다.

## 시즌별 성적
2022년 전국소년체전 선발전 대구권역 우승, 대구대표
2023년 경주화랑대기 무패 우승
2023년 전국왕중왕전 대구 대표 선발 우승
2023년 전국 꿈자람페스티벌 대구 대표 감독 , 여승훈
2024년 전국소년체전 선발전 대구권역 우승, 대구대표

## 반야월 초등학교 출신 선수
스토크시티 배준호 https://www.stokecityfc.com/
대구FC 전용준 https://www.daegufc.co.kr/ 보관됨 2023-12-03 - 웨이백 머신
대구FC 배수민 ttps://www.daegufc.co.kr/ 보관됨 2023-12-03 - 웨이백 머신
울산FC 장시영 https://www.uhfc.tv/main.php
김포FC 임준우 https://www.gimpofc.co.kr/
강릉시민축구단 황병권 http://www.gncityfc.com/
충남아산프로축구단 배수용 https://www.asanfc.com/index.php
천안시티FC 최상헌 https://cheonancityfc.kr/
파주시민축구단 성정윤 http://fc.pajusports.co.kr/frontend/
부산아이파크 이동수 https://www.busanipark.com/
포항스틸러스 이동협 https://www.steelers.co.kr/
시흥시민축구단 황신중 http://fcsiheung.com/page/
외 다수로 파악되고 있다.